# Chirocephalus croaticus
Chirocephalus croaticus é uma espécie de crustáceo da família Chirocephalidae. 
Pode ser encontrada nos seguintes países: Croácia e Eslovénia. 